# Montefusco
Montefusco è un comune italiano di 1 188 abitanti della provincia di Avellino in Campania.

## Geografia fisica
Montefusco sorge su un'altura, a circa 700 m di quota, e si colloca nell'area montuosa delle Surte, a cavallo tra le province di Avellino e Benevento. Un versante è rivolto verso l'avellinese e degrada verso la sottostante Santa Paolina, l'altro invece dà sul beneventano e scende fin verso la frazione di Sant’Angelo a Cancelli (comune di Pietradefusi) e la più bassa San Nazzaro. Confina inoltre con i comuni di Torrioni (in contrada Piana delle Mele), Montemiletto (in località Serra), San Martino Sannita e San Nicola Manfredi. La sede comunale è posta a 705 m di altitudine, tuttavia sul territorio  comunale si registrano anche quote maggiori (come i 778 m del Monte Gloria) e minori (fin verso i 400 m). Sono inoltre numerosi valloni e torrenti (in particolare ricordiamo il Torrente Mele e il Vallone Giacala che “tagliano” la strada comunale tra Cucciano e la stessa Montefusco). Il clima è di tipo appenninico: le estati sono calde e gli inverni rigidi. Il tasso di umidità varia a seconda della zona: è maggiore nelle vallate e minore in vetta, motivo per cui afa e nebbia sono presenti soprattutto a quote più basse. In estate, inoltre, si assiste a lunghi periodi di siccità, difatti le piogge sono del tutto assenti se escludiamo qualche locale temporale estivo sul finire della stagione. In inverno, al contrario, le precipitazioni sono piuttosto frequenti, solitamente liquide, anche se non mancano le nevicate, pure abbondanti, specie tra febbraio e marzo quando più alta è la probabilità di irruzioni fredde provenienti dai Balcani (si cita a questo proposito la nevicata del febbraio 2012). Le temperature si aggirano sui 30 °C durante la stagione estiva, tuttavia, in presenza dell'anticiclone africano, i valori si portano fin verso i 40 °C mentre nei mesi di gennaio e febbraio, considerati i più freddi, abbiamo in genere massime che si attestano tra i 5-7 °C e che di rado vanno oltre i 10 °C; le minime, invece, di norma raggiungono i 2-3 °C ma non è difficile scendere al di sotto dello zero (anzi, a valle capita spesso, in condizioni di alta pressione, che il termometro segni valori negativi alle prime luci dell'alba).

## Origini del nome
Con ogni probabilità il toponimo è da riconnettere al nome di persona Fusculus (="Foscolo"), già attestato in fonti longobarde; l'antica denominazione mons Fusculi significherebbe dunque "monte di Foscolo", probabile nome di un feudatario.

## Storia

### Età antica e medievale
Montefusco ebbe grande sviluppo con l'arrivo dei Longobardi, che circondarono la capitale della Langobardia Minor, Benevento di castelli e villaggi fortificati, come Ceppaloni, Chianche e Torrioni. Tra questi vi fu probabilmente proprio Montefusco, anche se non citato da alcuna fonte scritta; la tipologia di muratura chiaramente longobarda dei ruderi delle mura non lasciano però dubbi, così come la posizione strategica dominante le valli del Calore, del Sabato nonché vaste zone montuose e collinari.
Entrò nella storia e nelle fonti con i Normanni, tant'è che lo storico Falcone Beneventano a pochi anni dalla caduta del Principato Longobardo di Benevento già ne parla nelle sue Cronache come di un centro importante militarmente e politicamente. Appartenuta alla grancontea di Ariano, fu teatro di una lunga, logorante guerra tra Giordano d'Ariano e re Ruggero (in cui entrò anche Landolfo della Greca), contesa dai litiganti, potenti feudatari in un periodo di sostanziale disordine per il Mezzogiorno.
Anche sotto gli Svevi ebbe importanza tant'è che sia Federico II che Manfredi la tennero come castello personale e vi risiedettero per mesi. Pare che prima della fatale Battaglia di Benevento Manfredi abbia organizzato il proprio esercito proprio a Montefusco.
Con Carlo I d'Angiò, nel 1287 al feudalesimo si affiancherà una più efficiente organizzazione del nuovo Regno di Napoli in province controllate da emissari di nomina regia (a seconda del periodo, presidi o giustizieri). L'antico principato longobardo (che aveva perso la sua antica capitale Benevento passata già nel 1077 nel dominio papale, ma che aveva ancora Salerno come centro principale) fu smembrato in due: il territorio propriamente salernitano formò il Principato Citra), mentre l'entroterra irpino venne a costituire il Principato Ultra. A partire dal 1581 gli uffici della Regia Udienza del Principato Ultra furono dislocati proprio a Montefusco e vi rimasero fino al 1806.

### Montefusco, capitale della provincia di Principato Ultra
Per secoli la cittadina visse, quindi, un periodo di sviluppo ospitando, tra l'altro, un nobile ceto di giuristi e avvocati (ovvie conseguenze della presenza della Regia Udienza - tribunale - con tutti gli uffici provinciali annessi, e della Compagnia di Campagna - un'autorità di polizia). Favorì la scelta di Montefusco lo status di demanio della Corona che la città almeno inizialmente aveva. Tuttavia in seguito anche Montefusco fu concessa in feudo, divenendo centro di una baronia in origine molto estesa, poi pian piano ridotta a pochi centri della Montagna di Montefusco.
A favorire l'elezione di Montefusco fu poi, ancor di più, la posizione di controllo che il centro aveva su Benevento, posta a valle: l'antica capitale longobarda era un'enclave pontificia pericolosa sia politicamente per il Regno di Napoli, sia concretamente per la sicurezza dei cittadini dato che ospitava un gran numero di briganti che vi trovavano asilo ed impunità per i crimini commessi nel Regno e Montefusco poteva essere utile avamposto per controllare quella che un re chiamò senza mezzi termini petra scandali regni nostri.
In quei secoli Montefusco aveva inoltre un dotto clero, godendo in particolar modo di un Abate Infulato (cioè avente dignità quasi vescovile) di Santa Maria della Piazza, e inoltre di una Chiesa Madre di rango palatino, cioè svincolata dal controllo dell'arcivescovo e controllata direttamente dal re per mezzo di un collegio di canonici (si tratta della chiesa di San Giovanni del Vaglio: la sua natura regia è chiaramente dovuta all'essere stata la chiesa del castello, pian piano scomparso nelle sue originarie forme maschie e ingentilitosi nell'attuale palazzo comunale).
Inoltre in paese non mancavano intellettuali e scrittori, tra cui merita una menzione il seicentesco Eliseo Danza per l'amore verso la sua città che seppe infondere nelle sue opere storiche, nonché per l'attività di avvocato che perorò la causa della giustizia in un regno dove le soverchierie e la confusione amministrativa e giuridica imperavano. Egli era membro dell'Accademia degli Offuscati con sede proprio a Montefusco (all'epoca ancora chiamata Montefuscoli).
Il declino cominciò lentamente nel Settecento, per poi divenire evidente nei primi anni dell'Ottocento quando il nuovo governo francese cercava una razionalizzazione delle Provincie: in base a criteri moderni Montefusco era ormai un luogo scomodo e piccolo per ospitare la sede di una grande provincia, freddo e inaccessibile durante l'inverno. Quelle qualità militari che ne avevano fatto la fortuna nel Medioevo e durante tutta l'Età Moderna non erano ritenute più utili in un'epoca di sviluppo e innovazione, e nonostante un'antica tradizione secolare che era cominciata già nel Duecento, l'8 agosto 1806 fu votata a Napoli una legge che trasferì la sede del Principato Ultra nella più decentrata ma pianeggiante Avellino.
Per Montefusco fu un grave colpo. La sede degli uffici vi rimase fino al 1816 finché ad Avellino non furono costruiti edifici appositi, tra cui il carcere, ma intanto iniziò l'emigrazione di nobili, avvocati, notai e sacerdoti. Ancora all'inizio del Novecento i montefuscani erano quasi 5 000. Oggi non se ne contano 1 300.

### Età contemporanea
Importante è inoltre ricordare il ruolo che Montefusco ebbe durante il Risorgimento. Il vecchio carcere del tribunale provinciale, sito nei seminterrati del castello, riaprì per diventare bagno penale di massima sicurezza in cui furono detenuti molti patrioti del Regno delle Due Sicilie in condizioni talmente pietose che Montefusco fu definita "lo Spielberg dell'Irpinia". Vi furono ospitati tra gli altri il duca Sigismondo Castromediano e il barone Nicola Nisco, che scrissero toccanti diari delle loro prigioni.
Durante la seconda guerra mondiale, Montefusco fu occupata per un certo periodo dai Nazisti, dai giorni immediatamente successivi all'8 settembre fino all'inizio di ottobre.
Recentemente, la sua economia vive un certo benessere grazie al riconoscimento del marchio DOCG al suo vino Greco di Tufo. Questo, però, non ha arrestato il calo demografico.

## Monumenti e luoghi d'interesse

### Architetture religiose

#### Chiesa Madre di San Giovanni del Vaglio
L'edificio religioso fu eretto verso la fine del XII secolo. In questa chiesa, i papi Callisto II e Onorio II che soggiornarono nel paese, esercitarono i riti religiosi. Nella chiesa si trovano tuttora dipinti risalenti al Settecento, colonne marmoree di epoca romana, pochi affreschi medievali riscoperti recentemente e si venera la Sacra Spina di Cristo, reliquia assurta a protettrice della città.

#### Chiesa di Santa Maria della Piazza
Probabilmente la prima chiesa della città destinata ai civili (San Giovanni era interna al Castello), Santa Maria era un'importante Abbazia e il suo parroco sicuramente il più influente di tutti quelli di Montefusco. Parzialmente demolita per ampliare Largo Tommaso Rossi, al suo interno conserva qualche antico affresco.

#### Oratorio di San Giacomo Apostolo
Piccolo gioiello di arte seicentesca, tutto affrescato, fu sede di una congregazione per secoli. È posto al di sotto della chiesa e dell'abbazia di Santa Maria della Piazza.

#### Chiesa di San Francesco di Assisi
La tradizione la vuole fondata, insieme al non più esistente convento, da San Francesco d'Assisi in persona in uno dei suoi viaggi per l'Italia. Dal Trecento ad oggi la sua funzione religiosa è ininterrotta. Nonostante non manchino tracce medievali (abside) la chiesa all'interno rivela un gusto settecentesco.

#### Chiesa e monastero di San Domenico
Sorta sull'antico castello, essa ha una evidente origine settecentesca. Vi è ancora annesso il Convento di Suore Domenicane.

#### Santuario di Santa Maria del Carmine e annesso chiesa di San Sebastiano
Santuario settecentesco dove si custodisce la statua lignea veneratissima di Santa Maria del Carmine. Alle spalle sorge la Chiesa di San Sebastiano utilizzata da cimitero un tempo

#### Oratorio di San Raimondo
Ne resta visibile solo un portale marmoreo, mentre l'interno è ormai adibito a casa privata.

#### Eremo di Sant'Antonio Abate
Sorge sulle Surti ed ha origini molto antiche.

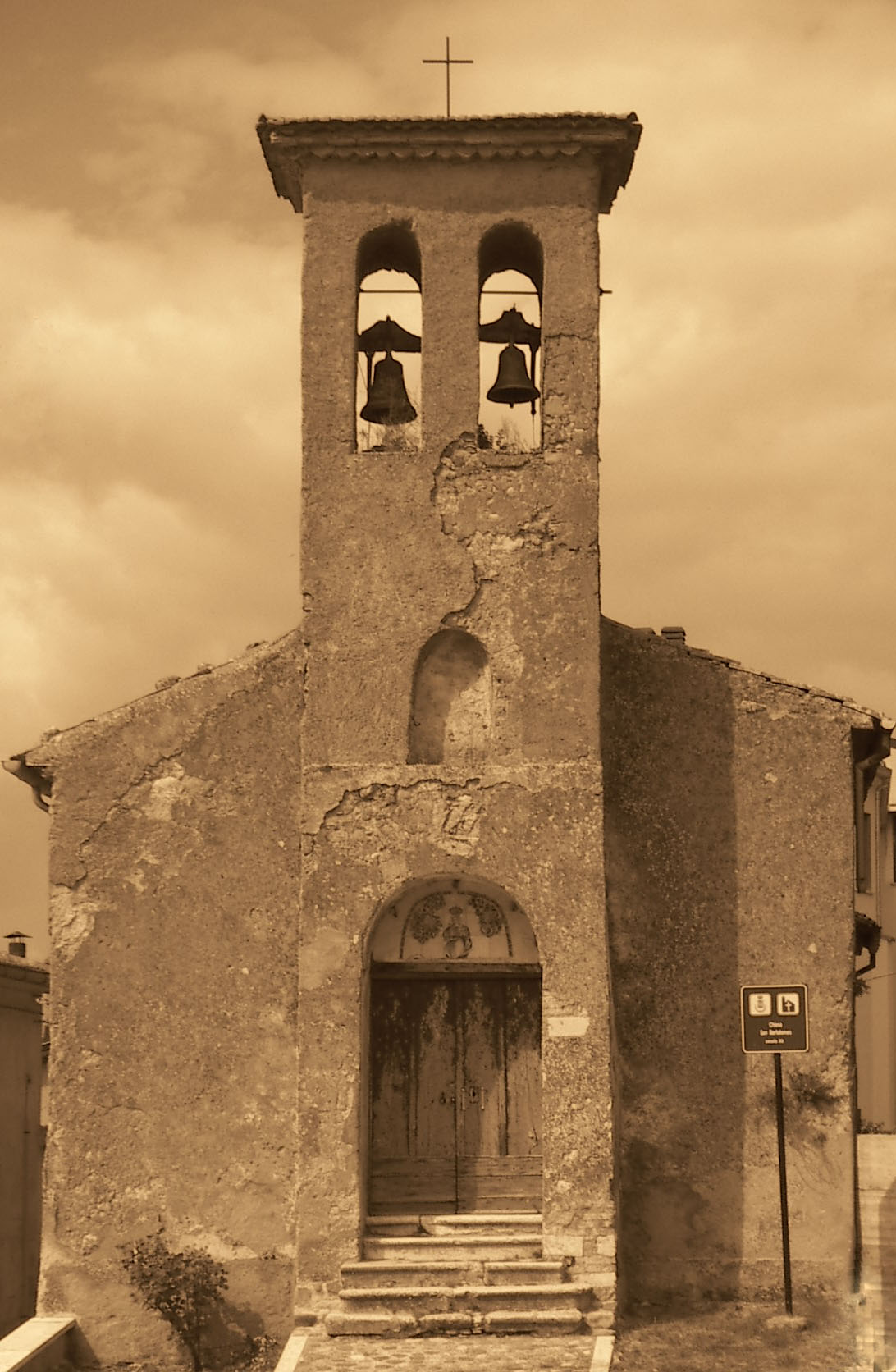
La chiesa di San Bartolomeo.

### Chiesa di San Bartolomeo Apostolo
Entrando in paese, lungo le strette vie irte, superando l'antica Porta San Bartolomeo, si arriva alla chiesa, eretta alla fine dell'XI secolo, particolare per il campanile. Si tratta di un edificio semplice di età longobarda: questo popolo aveva infatti un notevole culto di San Bartolomeo da quando il principe Sicardo di Benevento ne aveva portato il corpo a Benevento (di cui è infatti patrono). Ad una sola navata, al suo interno si trovano alcune statue lignee di San Bartolomeo, Sant'Antonio Abate e Santa Lucia.

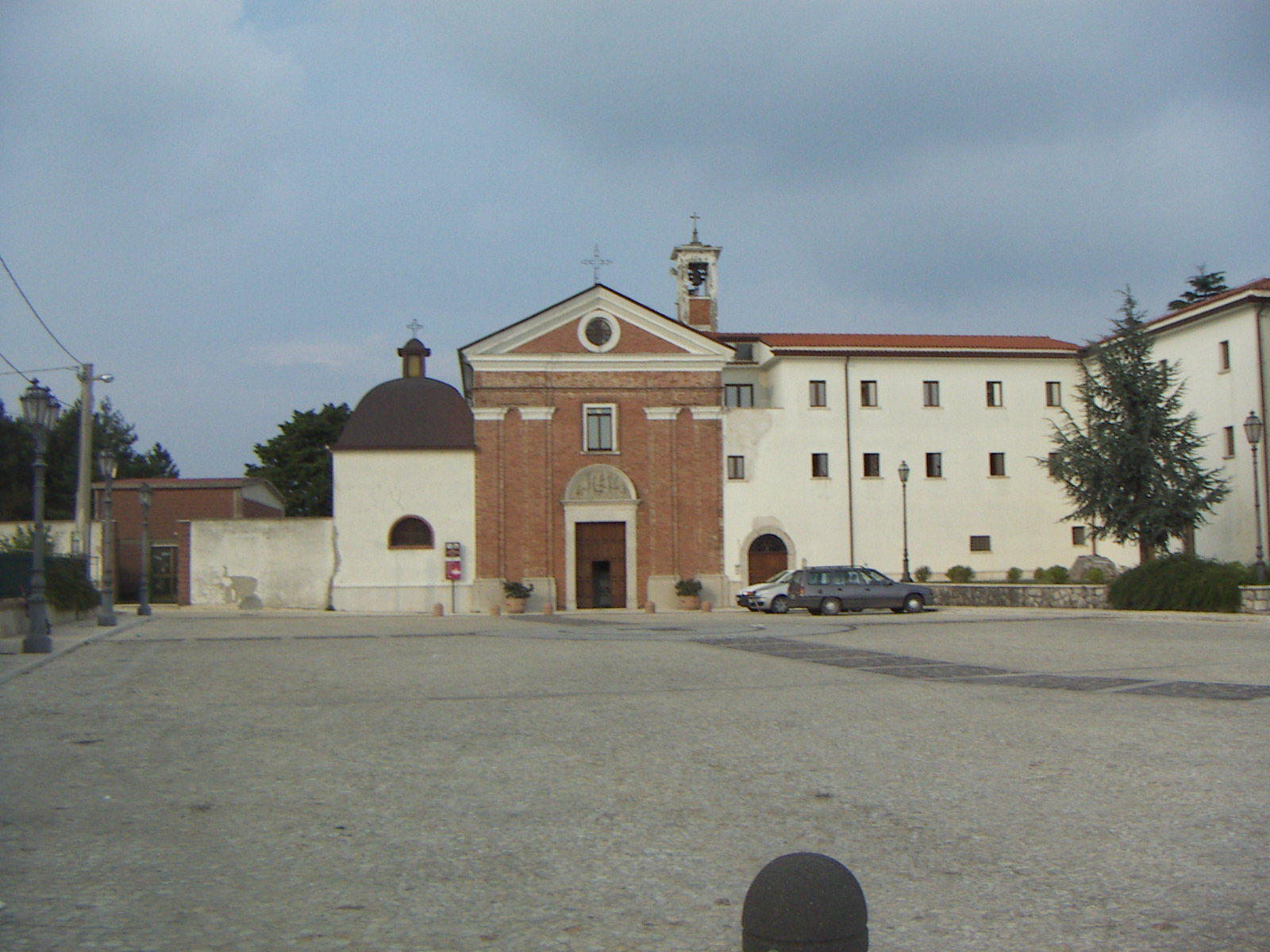
Il convento di Sant'Egidio.

### Convento di Sant'Egidio
Alla base del colle su cui si colloca il paese si trova il convento dei frati minori di Sant'Egidio. Le origini del convento risalgono al 1625.
In questo convento, all'inizio della sua "carriera" soggiornò Padre Pio nel 1908, quando era ancora novizio.
Presso il convento si trovano alcune tele dell'artista Alberto Sforza.

### Architetture civili

#### Palazzi nobiliari
Corte Baronale, Palazzo De Luca (Antica Dogana), Palazzo Aggiutorio, Palazzo Giordano, Palazzo Regina, Ospizio dei Pellegrini, Palazzo Melisurgo, Palazzo de Martino, Palazzo Dente, Palazzo Ruggero, Palazzo Riola, Palazzo Mascia.

### Architetture militari

#### Castello Longobardo
L'antico Castello, fondato dai Longobardi e parte della cerchia difensiva che venne posta a controllo delle vie per Benevento, ospitò re normanni, svevi, angioini e aragonesi. È facilmente ipotizzabile che in età longobarda-normanna il Castello avesse una forma molto più fortificata e occupasse senz'altro tutta l'area di Piazza Castello, inglobando anche la Chiesa Palatina di San Giovanni del Vaglio (da balium cioè cortile) e il Monastero di Santa Caterina da Siena che, infatti, rivela mura imponenti che ricordano quelle di un fortilizio molto antico, di certo precedente alla fondazione settecentesca del convento. Col tempo il Vaglio divenne una piazza vera e propria ma il cuore del Castello non perse la sua funzione, tant'è che ospitò fino all'Ottocento il Preside della Provincia di Principato Ultra con tutti gli uffici, tribunale compreso. Attualmente vi ha sede il Comune.
Nel seminterrato, strutturato su due piani, vi è il Carcere, utilizzato dapprima come prigione provinciale. Chiuse per alcuni anni col definitivo trasferimento ad Avellino degli uffici del Giustizierato, per poi riaprire in epoca risorgimentale, ospitando un Bagno penale di prima classe caratterizzato da un regime durissimo. Il freddo montefuscano unito all'umidità degli androni scavati nella roccia e alle punizioni esemplari (come il puntale) ne fecero un luogo di sofferenza tale che fu soprannominato lo Spielberg dell'Irpinia. Alcuni celebri carcerati furono i patrioti napoletani Poerio, Nisco, Castromediano e Pironti.
L'antico detto esprime bene ciò che voleva dire esservi imprigionato: Chi trase a Montefuscolo e po' se n'esce po' dì ca 'n'terra 'n'ata vota nasce. ("Chi entra a Montefusco e poi ne esce può dire che in Terra nasce di nuovo).

##### Illustri patrioti detenuti nelle Carceri di Montefusco
- Sigismondo Castromediano
- Cesare Braico
- Carlo Poerio
- Michele Pironti
- Nicola Nisco
- Pasquale Staglianò di Chiaravalle

#### Cinta muraria longobarda
Se ne vedono ancora tracce in varie parti della città. Inoltre esistono ancora la Porta del Canale e la Porta di San Bartolomeo (rifatta nel '700), oltre alla Torre che domina la vallata del Calore (detta Torre Riola perché vicina all'omonimo palazzo).

### 'I Surti
Boschi di castagni e querce, ricchi di vegetazione, fauna e sorgenti, è stato riconosciuto Sito di Importanza Comunitaria. Grazie ai fondi della U.E. è stato possibile ripristinare alcuni dei tanti sentieri che corrono lungo le montagne e collegano i paesi di Montefusco, Cucciano, San Martino Sannita, Torrioni, Monterocchetta, Toccanisi ed altri della Montagna di Montefusco. Particolarmente bella è la zona di Fontana Riviezzo. Vi sono animali come il gatto selvatico, il cinghiale, tassi, faine, volpi, rettili, furetti e uccelli rari.

## Società

### Evoluzione demografica
Abitanti censiti

## Economia

### Artigianato e prodotti tipici
- Tombolo
- Ceramica
- Greco di Tufo D.O.C.G. (vino bianco)
- Irpinia I.G.T. (vino rosso)
- Funghi porcini
- Castagne
- Miele

## Geografia antropica

### Frazioni
- Marotta
- Piano delle Mele
- Sant'Antonio Abate
- Sant'Egidio
- Serra

## Amministrazione
| Periodo        | Periodo        | Primo cittadino      | Partito                | Carica                  | Note |
| -------------- | -------------- | -------------------- | ---------------------- | ----------------------- | ---- |
| 8 giugno 2009  | 25 luglio 2012 | Mirco Figliolino     | lista civica Bilancia  | Sindaco                 |      |
| 27 maggio 2013 | 26 maggio 2014 | Mario La Montagna    |                        | Commissario prefettizio |      |
| 26 maggio 2014 | 27 maggio 2019 | Carmine Gnerre Musto | Insieme per Montefusco | Sindaco                 |      |
| 27 maggio 2019 | 9 Giugno 2024  | Gaetano Zaccaria     | Lista bilancia         | Sindaco                 |      |

### Altre informazioni amministrative
Il comune fa parte della:
- Comunità montana Partenio - Vallo di Lauro
- Regione Agraria n. 9 - Colline dell'Irpinia Centrale